# Greatest Toons!
Toontastic er det første opsamlingsalbum og den sidste udgivelse fra den danske bubblegum dancegruppe Cartoons. Det blev udgivet i 2005 og indeholder sange fra gruppens to tidligere albums. En ny sang "Day Oh", var en ny sang fra albummet, og blev udgivet som single. Med albummet kom en gratisbillet til BonBon-Land til én af to datoer, hvor Cartoons gav koncert.

## Spor
1. "Day Oh (Ekkosangen)" - 3:35
2. "Witch Doctor" - 3:06
3. "Doodah!" - 3:11
4. "Big Coconuts" - 3:19
5. "Ramalama Daisy" - 3:41
6. "Nana Na" - 3:06
7. "Yoko" - 3:26
8. "Diddley-dee" - 3:02
9. "Chirpy Chirpy Cheep Cheep" - 3:18
10. "Let´s Go Childish" - 3:03
11. "Aisy Waisy" - 2:54
12. "Mama Loo" - 3:16
13. "Breaking Up Is Hard To Do" - 2:42
14. "Cartoons Medley" - 4:40